# 부록
부록(Addendum)은 문서의 인쇄 또는 출판 이후 작성자가 문서에 작성해야 하는 추가 항목이다. 영어로는 appendum 또는 appendix라고 하는데 이것은 동명사 부록, 복수형 부록, "추가할 것", addere("give toward")에서 유래한다.

## 특정 용도

### 서적
부록은 불일치를 설명하거나 기존 작업 내용을 확장하거나, 주요 작업 내용에서 발견된 정보를 설명하거나 업데이트할 수 있다. 특히 그러한 문제가 주요 작업 내용을 수정하기에는 너무 늦게 감지된 경우 더욱 그렇다. 예를 들어 주요 작업 내용이 이미 인쇄되었을 수 있으며 배치를 파기하고 재인쇄하는 데 드는 비용이 너무 높다고 간주될 수 있다. 따라서 부록은 작업 내용에 포함된 별도의 편지, 디지털 매체의 텍스트 파일 또는 유사한 매체 등 다양한 형태로 제공될 수 있다. 이는 정오표와 같이 존재하는 오류를 독자에게 알리는 역할을 할 수 있다.

## 같이 보기
- 정오표
- 추신